# Великолукская епархия
Великолу́кская епа́рхия — епархия Русской православной церкви, объединяющая приходы и монастыри в южной части Псковской области (в границах Бежаницкого, Великолукского, Красногородского, Куньинского, Локнянского, Невельского, Новоржевского, Новосокольнического, Опочецкого, Пустошкинского, Пушкиногорского, Себежского и Усвятского районов). Входит в состав Псковской митрополии.

## История
Учреждена не позднее 1926 года как самостоятельная епархия с кафедрой в Великих Луках.
После 1937 года епархия не замещалась. Формально не была упразднена, но с 1944 года, согласно новому гражданскому административно-территориальному делению, правящие архиереи Калининской епархии носили титул «Калининский и Великолукский».
28 декабря 1946 года епархия была возрождена в границах Великолукской области.
2 октября 1957 года Великолукская область была упразднена. Поскольку количество епископов в СССР строго ограничивал Совет по делам РПЦ, и больше одной епархии в одной области иметь не разрешалось, Великолукская епархия была упразднена, а её территория вошла в Калининскую и в Псковскую епархии в соответствии с новым областным делением. Занимавший кафедру епископ Донат (Щёголев) стал викарием Псковской епархии. После его перевода 26 декабря 1957 на Балтское викариатство Херсоно-Одесской епархии, новые епископы не назначались.
25 декабря 2014 года решением Священного Синода Русской православной церкви Великолукская епархия была восстановлена, путём выделения её территории из Псковской епархии. Одновременно она была включена в состав новообразованной Псковской митрополии. Правящий архиерей носит титул «Великолукский и Невельский».

## Епископы
Великолукская епархия
- Макарий (Звёздов) (29 мая 1926 — 15 сентября 1927)
- Тихон (Рождественский) (29 сентября 1927 — 19 марта 1931)
- Серафим (Протопопов) (20 июля 1934 — 24 июня 1935) в управление не вступал
- Иоанн (Троянский) (27 мая 1934 — 4 сентября 1937) до 24 июня 1935 — в/у, епископ б. Рыбинский
- Георгий (Садковский) (28 декабря 1946 — 10 июля 1947)
- Максим (Бачинский) (17 июля — 5 октября 1947)
- Михаил (Рубинский) (28 февраля 1948 — 31 октября 1950)
- Иов (Кресович) (7 декабря 1950 — 20 июля 1951)
- Алексий (Сергеев) (20 июля 1951 — 29 июля 1954) в/у, архиепископ Калининский
- Варсонофий (Гриневич) (31 июля 1954 — 8 февраля 1956) в/у, епископ Калининский
- Мстислав (Волонсевич) (4 марта 1956 — 8 августа 1957)
- Донат (Щёголев) (8 августа — октябрь 1957)

Великолукское викариатство Псковской епархии
- Донат (Щёголев) (октябрь — 26 декабря 1957)

Великолукская епархия
- Сергий (Булатников) (25 декабря 2014 — 15 мая 2025)
- Матфей (Копылов) в/у (с 15 мая 2025)

## Благочиния
Епархия разделена на 5 церковных округов:
- Великолукское благочиние
- Невельское благочиние
- Новоржевское благочиние
- Опочецкое благочиние
- Монастырское благочиние

## Монастыри
- Святогорский Успенский монастырь в посёлке городского типа Пушкинские Горы (мужской)